# Paradise Hotel
Paradise Hotel is een realityserieformat. Het format is eigendom van en werd ontwikkeld door het Britse productiehuis Mentorn.
Het eerste seizoen van de Nederlandstalige versie werd in 2005 uitgezonden door Veronica en VT4. De presentatie was in handen van Tanja Jess en Hans Otten. Vanaf donderdag 7 november 2024 werd een nieuw seizoen, met Valerio Zeno als presentator, uitgezonden via het streamingplatform Videoland.

## Opzet
In het programma betrekt een groep single mannen en vrouwen een luxueus hotel. Ze strijden met en tegen elkaar om zo lang mogelijk in het spel te blijven. Tijdens de eliminatieceremonie worden er nieuwe koppels gevormd. Degene zonder partner moet het hotel verlaten en wordt vervangen door een nieuwe kandidaat. Na vijftig dagen wint de populairste kandidaat op basis van een stemronde 50.000 euro. 